# Teucrium ducellieri
Teucrium ducellieri là một loài thực vật có hoa trong họ Hoa môi. Loài này được Batt. miêu tả khoa học đầu tiên năm 1917.